# Kareda Šiauliai
Denne side handler om klubben grundlagt i 1990. For klubben, der var kendt som FC Šiauliai, se FC Šiauliai.
Futbolo Klubas Kareda var en fodboldklub fra den litauiske by Šiauliai.

## Historie
Klubben blev stiftet i 1990 (FK Sakalas) og gik konkurs i 2000. Det blev solgt og flyttet til Kaunas. I 2003 kollapsede den til sidst.
1990 – Sakalas Šiauliai
1995 – Kareda-Sakalas Šiauliai
1996 – Kareda Šiauliai
2000 – Kareda Kaunas

## Titler

### Nationalt
- A Lyga
  - Vindere (2): 1997, 1998
  - Andenplads (2): 1996, 1999

- Litauiske Cup
  - Vindere (2): 1996, 1999
  - Andenplads (0):

- Litauiske Super Cup
  - Vindere (1): 1996
  - Andenplads (1): 1998

## Klub farver
| KAREDA | KAREDA |

## Bane farver
| 1994/1995 Hjemmebane | 1994/1995 Udebane | 1999/2000 Hjemmebane | 1999/2000 Udebane |

## Historiske slutplaceringer
| Sæson     | Niveau | Liga   | Placering | Kilder | Cup        |
| --------- | ------ | ------ | --------- | ------ | ---------- |
| 1991      | 1.     | A lyga | 9.        | [ 1 ]  |            |
| 1991—1992 | 1.     | A lyga | 8.        | [ 2 ]  |            |
| 1992—1993 | 1.     | A lyga | 10.       | [ 3 ]  |            |
| 1993—1994 | 1.     | A lyga | 9.        | [ 4 ]  |            |
| 1994—1995 | 1.     | A lyga | 7.        | [ 5 ]  |            |
| 1995—1996 | 1.     | A lyga | 2.        | [ 6 ]  | 🏆 Cupasin |
| 1996—1997 | 1.     | A lyga | 1.        | [ 7 ]  |            |
| 1997—1998 | 1.     | A lyga | 1.        | [ 8 ]  |            |
| 1998—1999 | 1.     | A lyga | 2.        | [ 9 ]  | 🏆 Cupasin |
| 1999—2000 | 1.     | A lyga | 4.        | [ 10 ] |            |

## Trænere
- Algimantas Liubinskas, 1996–1997
- Šenderis Giršovičius, 1997–1998